# Wolfram Fleischhauer
Pour les articles homonymes, voir Fleischhauer.
Wolfram Fleischhauer est un écrivain allemand né à Karlsruhe en 1961.

## Biographie
W. Fleischhauer a étudié la littérature en Allemagne, en France, en Espagne et aux États-Unis. Il  travaille comme interprète de conférences à Bruxelles.

## Publications
- La Ligne Pourpre, [« Die Purpurlinie », 1996], trad. d'Olivier Mannoni, Paris, Éditions Jean-Claude Lattès, 2005, 451p.  (ISBN 978-2-7096-2650-7)
- Die Frau mit den Regenhänden (2001)
- Trois minutes avec la réalité, [« Drei Minuten mit der Wirklichkeit », 2002], trad. de Johannes Honigmann, Paris, Éditions Jacqueline Chambon, 2012, 480 p.  (ISBN 978-2-330-00981-6)
- Die Verschwörung der Engel
- Schule der Lügen
- Der gestohlene Abend
- Torso, [« Torso », 2011], trad. de Johannes Honigmann, Paris, Éditions Jacqueline Chambon, 2013, 408 p.  (ISBN 978-2-330-01954-9)
- Schweigend steht der Wald
- Fikkefuchs (Film)
- Das Meer
- Die Dritte Frau